# Platypodium elegans
O faveiro (Platypodium elegans), também conhecido como amendoim-bravo, ipê-branco, jacarandá e jacarandá-branco, é uma árvore ornamental pertencente à família Fabaceae. Possui flores amarelas ou alaranjadas, dispostas em racimos axilares. O fruto é uma vagem pedunculada, amarela, glabra e coriácea, com uma semente na extremidade mais larga. Possui madeira com alburno branco e cerne pardo-claro com manchas pardo-escuras. É uma planta típica do cerrado.

## Etimologia
"Faveiro" procede de "fava". "Jacarandá" procede do tupi yakãrã'tã.
1. 1 2  FERREIRA, A. B. H. Novo dicionário da língua portuguesa. 2ª edição. Rio de Janeiro. Nova Fronteira. 1986. p. 762.
2. ↑  FERREIRA, A. B. H. Novo dicionário da língua portuguesa. 2ª edição. Rio de Janeiro. Nova Fronteira. 1986. p. 978.